# Església Nova (la Ràpita)
L'església Nova és un edifici de la Ràpita (Montsià) declarat bé cultural d'interès nacional.

## Descripció
L'edifici, inacabat, només es construí fins al nivell de les cobertes, que ja no es van fer. La planta és de creu grega, inscrita en un quadrat de 23,75 m de costat, amb un espai central sobre el qual probablement hom pensava aixecar una cúpula. Al voltant d'aquest espai, i obertes a ell, es distribueixen simètricament estances amb tribunes i balcons. Passadissos i cambres perimetrals conformen el quadrat exterior. Tot l'edifici es va construir amb murs de maçoneria i amb els marcs de les obertures, els sòcols i les cantonades de pedra.
La façana és netament classicista. Dividida en dos pisos per una cornisa horitzontal, la centra una porta flanquejada per dues columnes jòniques d'ordre gegant, sobre basament, per banda. Alguns elements recorden la porta d'Alcalà de Sabatini.

## Història
L'edifici forma part de la ciutat neoclàssica que Carles III pretenia aixecar al costat del port dels Alfacs, dins un projecte que responia a les idees fisiocràtiques imperants a l'època. La fundació de la reial població data del 6 de novembre de 1780.
El projecte original, que no s'arribà a complir, hauria donat lloc a un important conjunt momumental. Malauradament, la mort del rei, la pèrdua de protagonisme de Floridablanca i els desordres econòmics i administratius van fer que tot quedés en uns quants sectors a mig edificar.
De l'anomenada Església Nova, situada a l'extrem sud de la ciutat, no hi ha cap document que indiqui que fou construïda com a temple. La seva estructura més aviat s'identifica amb la dels edificis contemporanis dedicats a funcions administratives. Tampoc no se sap qui la va projectar o en qui en dirigí les obres. Només se'n coneix un croquis (c. 1780) signat per Manuel Antonio Santiesteban.
El 1991 es dugueren a terme obres de consolidació de l'edifici.